# 오승록
오승록(吳勝彔, 1970년 1월 7일 ~ )은 대한민국의 정치인이다. 민선 노원구청장을 역임했다.

## 학력
- 금산제일국민학교 졸업
- 금산중학교 졸업
- 금산종합고등학교 졸업
- 연세대학교 문과대학 도서관학 학사
- 고려대학교 정책대학원 행정학 석사과정 수료

## 경력
- 1993: 연세대학교 총학생회 부총학생회장
- 2000~2002: 김방림 국회의원 비서관
- 2002.12 ~ 2003.02: 노무현 대통령직인수위원회 국민참여센터 전문위원
- 2003.03 ~ 2008.02: 대통령비서실 의전비서관실 행정관
- 2010.07 ~ 2014.06: 제8대 서울특별시의회 의원(민선 5기, 서울 노원구 제3선거구, 민주당→민주통합당→민주당→새정치민주연합, 초선)
- 2010.07 ~ 2014.06: 제8대 서울특별시의회 환경수자원위원회 위원
- 제8대 서울특별시의회 예산결산특별위원회 위원
- 제8대 서울특별시의회 민주당 대변인
- 서울과학관 노원구 유치추진위원장
- 일촌공동체 노원센터 사무국장
- 2014.07 ~ 2018.03: 제9대 서울특별시의회 의원(민선 6기, 서울 노원구 제3선거구, 새정치민주연합→더불어민주당, 재선)
- 2014.07 ~ 2018.03: 제9대 서울특별시의회 보건복지위원회 위원
- 제9대 서울특별시의회 예산결산특별위원회 위원
- 제9대 서울특별시의회 더불어민주당 원내수석부대표
- 2018.07 ~ 2022.06: 제13대 서울특별시 노원구청장(민선 7기, 더불어민주당, 초선)
- 2022.07 ~ : 제14대 서울특별시 노원구청장(민선 8기, 더불어민주당, 재선)
- 2025.07 ~ : 더불어민주당 서울특별시당 노원구 갑 지역위원회 위원장

## 전과
- 집회및시위에관한법률위반, 화염병사용등의처벌에관한법률위반: 징역 10월 - 1991년 9월 9일 선고[2]

## 소속 정당
- 민주당 2010-2011 정계 입문
- 민주통합당 2011-2013 합당
- 민주당 2013-2014 당명 변경
- 새정치민주연합 2014-2015 합당
- 더불어민주당 2015-현재 당명 변경

## 역대 선거 결과
|  | 56.02% |

|  | 55.98% |

|  | 64.94% |

|  | 53.26% |

## 소속 정당
| 소속 정당 | 소속 정당      | 소속 기간 | 비고      |
| --------- | -------------- | --------- | --------- |
|           | 새정치국민회의 | 1998~2000 | 정계 입문 |
|           | 새천년민주당   | 2000~2003 | 합당      |
|           | 무소속         | 2003~2008 | 탈당      |
|           | 통합민주당     | 2008      | 합당      |
|           | 민주당         | 2008~2011 | 당명 변경 |
|           | 민주통합당     | 2011~2013 | 합당      |
|           | 민주당         | 2013~2014 | 당명 변경 |
|           | 새정치민주연합 | 2014~2015 | 합당      |
|           | 더불어민주당   | 2015~현재 | 당명 변경 |